# Rankleven
Rankleven är ett 350 meter högt berg på Ljungans södra sida i Ånge kommun, mellan Erikslund och Ljungaverk. Berget med omgivningar gjordes till ett 52 hektar stort naturreservat 1997, i syfte att bevara områdets speciella vegetation. Reservatet är antaget som ett Natura 2000-område.